# Дунама I
Дунама I Умей Мухаммад (*д/н — 1140) — 13-й маї (володар) імперії Канем в 1097—1140 роках.

## Життєпис
Походив з династії Сейфуа. Син маї Хуме та Кінти з клану Бурам племені тубу. Про нього обмаль відомостей. Близько 1097 року спадкував трон. Продовжив розширення та зміцнення держави. Цей маї користувався більшим престижем і багатством, ніж будь-який його попередників.
За хроніками мав військо у 100 тис. вершників та 120 тис. піхоти (ймовірно рахувалися усі чоловіки, що мали право і змоги носити зброю). Втім на сьогодні ці цифри вважаються перебільшеними. У війську за його часів стали застосовувати літам (завісу для захисту обличчя).
Відомий своєю побожністю, оскільки тричі здійснив хадж до Мекки. Під час перших двох здійснив подарунок фатімідським халіфам у вигляді 300 рабів кожного разу. Гарні стосунки з ісмаїілітами Фатімідами може свідчити про належність Дунами I до шиїзму або поблажливості щодо нього. Під час повернення з третього потонув у Червоному морі, за деякими відомостями через підступ єгиптян, які побоювалися могутності Дунами I. Йому спадкував син Бірі I.